# شبول كنار (مقاطعة فومن)
شبول كنار (بالفارسية: شپول کنار) هي قرية تقع في غيلان في إيران. يقدر عدد سكانها بـ 136 نسمة .